# Moustapha Bangura
Moustapha Bangura (* 24. Oktober 1989 in Freetown) ist ein sierra-leonischer ehemaliger Fußballspieler, welcher im offensiven Mittelfeld eingesetzt wurde.

## Werdegang

### Vereinskarriere

#### Anfänge in Zypern
Bis zum Jahr Alter von 16 Jahren spielte er bin seiner Heimat beim Old Edwardians FC von dort aus ging es dann im Sommer 2006 nach Zypern zum Nea Salamis Famagusta, für den er ein Jahr lang auflief. Anfang 2008 ging es dann weiter zu Omonia Nikosia. Seine ersten Einsatz hier erhielt er am 19. September 2008 in einem 2:0-Heimsieg über Alki Larnaka, in welchem er sogar in der Startelf stand. Bereits im Juli erhielt er aber schon Einsätze in der Qualifikation zum UEFA-Cup 2008, bei beiden Siegen über den FK Milano Kumanovo aus Nordmazedonien stand er zu Teilen der Spielzeit auf dem Feld. Die 1. Runde überstand seine Mannschaft dann dort aber nicht und scheiterte jeweils knapp in Hin- und Rückspiel an Manchester City, seine Einsatzzeiten dort waren jedoch mehr als noch in der Qualifikation.
Die Saison 2009/10 verbrachte er dann bei Apollon Limassol, welche ihn dann zur nächsten Saison auch fest verpflichten sollten. Im Mai 2011 wurde er in seinem Heimatland von Freetown aus auf dem Weg zu einem lokalen Fußballspiel in einen Autounfall verwickelt. Im südlichen Teil des Landes in der Nähe von Bo Town versuchte er mit seinem Auto einem Hund auszuweichen und steuerte dabei gegen einen nahe stehenden Baum. Bei diesem Unfall verletzen sich er und eine unbestimmte Anzahl an weiteren Passagieren. Sein Verletzung beschränkten sich dabei jedoch auf mehrere gebrochene Knochen in beiden Armen.
In Limassol blieb er dann bis zum Ende der Saison 2011/12 und wechselte daraufhin zum AEK Larnaka. Anfang 2014 ging es für ihn ein weiteres Jahr zu Nikos & Sokratis Erimis, in der zweiten Hälfte der Saison 2014/15 war er dann ohne Verein. Zur Saison 2015/16 bekam er mit Aris Limassol aber schon wieder einen neuen Verein.

#### Wechsel nach Serbien
Mitte Februar 2016 endete schließlich seine Zeit in Zypern, da er zum FK Borac Čačak nach Serbien wechselte. Mit seinem neuen Klub qualifizierte er sich in der Saison 2015/16 für die Meisterrunde erreichte dort dann jedoch nur den sechsten Platz. Nach einem eher schlechten Start in der Saison 2016/17 wechselte er schließlich in die zweite Liga zum FK Zemun, für welche er bis zum Ende des Jahres auch noch auflief. Danach wurde er erneut vereinslos.

#### Stationen in Griechenland und nochmals in Zypern
Ende September 2017 unterschrieb er dann beim AS Rhodos aus Griechenland, bei welchen er aber auch nur bis Ende Januar 2018 blieb. Als nächste Station erwählte er Enosis Aspropyrgos, für welchen er dann bis zum August desselben Jahres aktiv war. Seine letzte Station in Griechenland hatte er dann beim AO Episkopi, bei welchem er jedoch wiederum nur bis Ende Januar 2019 spielte. Ab da wechselte er noch einmal zurück nach Zypern, dieses Mal zum AEZ Zakakiou, für welchen er dann noch bis zum Saisonende 2018/19 spielte. Die letzte Station seiner Karriere war die zyprische dritte Liga.

### Nationalmannschaftskarriere
Seinen ersten Einsatz in der Nationalmannschaft von Sierra Leone erhielt er am 7. Juni 2008 innerhalb der afrikanischen Qualifikation für die Weltmeisterschaft 2010 bei einer 0:1-Heimniederlage gegen die Auswahl von Nigeria. Danach kam er noch des Öfteren in Qualifikationen für Weltmeisterschaften und dem Afrika-Cup als auch in Freundschaftsspielen zum Einsatz. Seinen bislang letzten Einsatz erhielt er am 4. Juni 2016 in der Qualifikation zum Afrika-Cup 2017 bei einem 1:0-Heimsieg über den Sudan.